# Brocton (Illinois)
Brocton és una població dels Estats Units a l'estat d'Illinois. Segons el cens del 2000 tenia 322 habitants.

## Demografia
Segons el cens del 2000, Brocton tenia 322 habitants, 132 habitatges, i 86 famílies. La densitat de població era de 214,4 habitants/km².
Dels 132 habitatges en un 30,3% hi vivien nens de menys de 18 anys, en un 54,5% hi vivien parelles casades, en un 9,1% dones solteres, i en un 34,8% no eren unitats familiars. En el 29,5% dels habitatges hi vivien persones soles el 17,4% de les quals corresponia a persones de 65 anys o més que vivien soles. El nombre mitjà de persones vivint en cada habitatge era de 2,44 i el nombre mitjà de persones que vivien en cada família era de 2,99.
Per edats la població es repartia de la següent manera: un 28,3% tenia menys de 18 anys, un 4,3% entre 18 i 24, un 29,5% entre 25 i 44, un 22,4% de 45 a 60 i un 15,5% 65 anys o més.
L'edat mediana era de 37 anys. Per cada 100 dones de 18 o més anys hi havia 90,9 homes.
La renda mediana per habitatge era de 30.250 $ i la renda mediana per família de 31.500 $. Els homes tenien una renda mediana de 23.750 $ mentre que les dones 20.938 $. La renda per capita de la població era de 20.960 $. Aproximadament el 15,2% de les famílies i el 16,5% de la població estaven per davall del llindar de pobresa.

## Poblacions més properes
El següent diagrama mostra les poblacions més properes.